# 컴레드쉽
컴레드쉽(Kameradschaft, Comradeship)은 프랑스에서 제작된 게오르그 빌헬름 파브스트 감독의 1931년 드라마 영화이다.
1932년 전미 비평가 위원회에 의해 최고의 외국 영화로 선정되었다.

## 출연
- 알렉산더 그라나흐